# Sepideh Tavakoli
Sepideh Tavakoli (née le 2 mars 1989) est une athlète iranienne, spécialiste du saut en hauteur et des épreuves combinées.

## Carrière
Née en 1989, Sepideh Tavakoli fait ses débuts en grand championnat à l'occasion des championnats d'Asie 2009. Alignée sur l'épreuve du saut en hauteur, elle termine 10e de la finale avec un saut à 1,75 m. L'hiver suivant, elle franchit cette même hauteur pour terminer 6e des championnats d'Asie en salle à domicile, à Téhéran. Cette même année, elle débute l'heptathlon et prend une honorable 6e place aux Jeux asiatiques de Guangzhou (4 845 pts). 
En 2012, quelques jours avant son 23e anniversaire, Sepideh Tavakoli décroche sa première médaille internationale, à l'occasion des championnats d'Asie en salle de Hanghzou. Avec 3 775 points, elle remporte la médaille de bronze du pentathlon derrière la Kazakhe Irina Karpova (4 050 pts) et la Vietnamienne Duong Thi Viet Anh (3 812 pts). 
Le 28 septembre 2014, elle améliore le record d'Iran du saut en hauteur durant l'heptathlon des Jeux asiatiques d'Incheon avec 1,83 m. Sur son heptathlon final, elle termine 6e. 
Le 4 juin 2015, elle termine à la 5e place de l'épreuve de l'heptathlon des championnats d'Asie à Wuhan avec un score de 5 443 points, nouveau record d'Iran.
Il faudra 4 ans pour que l'on puisse revoir Sepideh Tavakoli sur un podium. En février 2016, elle remporte deux médailles d'argent aux championnats d'Asie en salle : la première sur le relais 4 × 400 m (4 min 06 s 51), la seconde sur le pentathlon avec 3 828 pts, record national.
Ce sera finalement en 2018 que l'Iranienne connaîtra la consécration. Le 3 février 2018, elle est sacrée championne d'Asie en salle du pentathlon à Téhéran devant son public, avec 4 038 pts, record national. Durant ce pentathlon, elle améliore également le record national du saut en hauteur avec 1,83 m. Deux jours plus tôt, elle remportait l'argent dans cette épreuve individuelle avec un record d'Iran égalé à 1,80 m, derrière l'Ouzbèke Nadiya Dusanova (1,87 m).
Le 29 août 2018, elle termine 7e des Jeux asiatiques de Jakarta au saut en hauteur, avec 1,75 m.
Elle est entraînée par l'ancien perchiste iranien Mohsen Rabbani, champion d'Asie en 2007.

## Autres
Elle est diplômée en ingénierie industrielle et détient un master en management stratégique.
Elle est très populaire dans son pays sur les réseaux sociaux, notamment sur instagram.
Le 13 février 2018, elle se marie avec le sprinteur Iman Roghani.

## Palmarès
| Date | Compétition                     | Lieu     | Résultat | Épreuve    | Performance   |
| ---- | ------------------------------- | -------- | -------- | ---------- | ------------- |
| 2009 | Championnats d'Asie             | Canton   | 10e      | Hauteur    | 1,75 m        |
| 2010 | Championnats d'Asie en salle    | Téhéran  | 6e       | Hauteur    | 1,75 m        |
| 2010 | Jeux asiatiques                 | Canton   | 6e       | Heptathlon | 4 845 pts     |
| 2011 | Championnats d'Asie             | Kobe     | 9e       | Heptathlon | 4 765 pts     |
| 2012 | Championnats d'Asie en salle    | Hangzhou | 3e       | Pentathlon | 3 775 pts     |
| 2013 | Championnats d'Asie             | Pune     | —        | Heptathlon | DNF           |
| 2014 | Championnats d'Asie en salle    | Hangzhou | 5e       | Pentathlon | 3 766 pts     |
| 2014 | Jeux asiatiques                 | Incheon  | 6e       | Heptathlon | 5 053 pts     |
| 2015 | Championnats d'Asie             | Wuhan    | 5e       | Heptathlon | 5 443 pts     |
| 2016 | Championnats d'Asie en salle    | Doha     | 2e       | 4 × 400 m  | 4 min 06 s 51 |
| 2016 | Championnats d'Asie en salle    | Doha     | 2e       | Pentathlon | 3 828 pts     |
| 2017 | Jeux de la solidarité islamique | Bakou    | 7e       | Hauteur    | 1,65 m        |
| 2017 | Jeux de la solidarité islamique | Bakou    | finale   | Javelot    | NM            |
| 2017 | Jeux asiatiques en salle        | Achgabat | 5e       | Pentathlon | 3 692 pts     |
| 2018 | Championnats d'Asie en salle    | Téhéran  | 2e       | Hauteur    | 1,80 m        |
| 2018 | Championnats d'Asie en salle    | Téhéran  | 1re      | Pentathlon | 4 038 pts     |
| 2018 | Jeux asiatiques                 | Jakarta  | 7e       | Hauteur    | 1,75 m        |

## Records
| Épreuve           | Performance    | Lieu    | Date              |
| ----------------- | -------------- | ------- | ----------------- |
| 100 m haies       | 14 s 72        | Téhéran | 7 juin 2012       |
| Saut en hauteur   | 1,83 m (NR)    | Incheon | 28 septembre 2014 |
| Lancer du poids   | 13,76 m        | Wuhan   | 3 juin 2015       |
| 200 m             | 26 s 29        | Téhéran | 2 mai 2013        |
| Saut en longueur  | 5,64 m         | Wuhan   | 4 juin 2015       |
| Lancer du javelot | 40,29 m        | Téhéran | 29 août 2014      |
| 800 m             | 2 min 25 s 48  | Incheon | 29 septembre 2014 |
| Heptathlon        | 5 443 pts (NR) | Wuhan   | 4 juin 2015       |

| Épreuve          | Performance    | Lieu     | Date            |
| ---------------- | -------------- | -------- | --------------- |
| 60 m haies       | 8 s 95         | Téhéran  | 21 janvier 2016 |
| Saut en hauteur  | 1,83 m (NR)    | Téhéran  | 3 février 2018  |
| Lancer du poids  | 13,40 m        | Doha     | 19 février 2016 |
| Saut en longueur | 5,61 m         | Téhéran  | 3 février 2018  |
| 800 m            | 2 min 24 s 60  | Hangzhou | 19 février 2012 |
| Pentathlon       | 4 038 pts (NR) | Téhéran  | 3 février 2018  |